# Dysdera asiatica
Dysdera asiatica är en spindelart som beskrevs av Josef Nosek 1905. Dysdera asiatica ingår i släktet Dysdera och familjen ringögonspindlar.
Artens utbredningsområde är Turkiet. Inga underarter finns listade i Catalogue of Life.